# Joseph J. Urusemal
Joseph John Urusemal (nacido el 19 de marzo de 1952) fue presidente de los Estados Federados de Micronesia. 
Fue elegido por el congreso del país el 11 de mayo del 2003 tomando el cargo el mismo día. Su predecesor, Leo Falcam, perdió su sitio en el congreso en las elecciones legislativas directas. Ejerció el cargo de presidente hasta el 11 de mayo de 2007, cuando fue reemplazado por Manny Mori
| Predecesor: Leo Falcam | 6° Presidente de los Estados Federados de Micronesia 2003 - 2007 | Sucesor: Manny Mori |

- Datos: Q435427
- Multimedia: Joseph Urusemal / Q435427